# Мігель Еррера
Мігель Еррера (ісп. Miguel Herrera, нар. 18 березня 1968, Ідальго) — мексиканський футболіст, що грав на позиції захисника. По завершенні ігрової кар'єри — тренер.

## Клубна кар'єра
У дорослому футболі дебютував 1987 року виступами за команду клубу «Естудіантес Текос», у складі якої взяв участь лише в одному матчі чемпіонату.
Згодом з 1988 по 1991 рік грав у складі команд клубів «Сантос Лагуна», «Атланте» та «Керетаро».
Своєю грою за останню команду знову привернув увагу представників тренерського штабу клубу «Атланте», до складу якого повернувся 1991 року. Цього разу відіграв за цю команду наступні чотири сезони своєї ігрової кар'єри. Більшість часу, проведеного у складі «Атланте», був основним гравцем захисту команди.
Протягом 1995–2001 років захищав кольори клубів «Торос Неса» та «Атланте».
Завершив професійну ігрову кар'єру у нижчоліговому клубі «Марте», за команду якого грав у 2001.

## Виступи за збірну
1993 року дебютував в офіційних матчах у складі національної збірної Мексики. Протягом кар'єри у національній команді, яка тривала усього 2 роки, провів у формі головної команди країни 14 матчів.
У складі збірної був учасником розіграшу Кубка Америки 1993 року в Еквадорі, де разом з командою здобув «срібло».

## Кар'єра тренера
Розпочав тренерську кар'єру невдовзі по завершенні кар'єри гравця, 2002 року, очоливши тренерський штаб команди «Атланте».
В подальшому працював у мексиканському клубному футболі, очолював команди клубів «Монтеррей», «Веракрус», «Естудіантес Текос» та «Америка».
2013 року був призначений очільником тренерського штабу національної збірної Мексики. Він вивів збірну на чемпіонат світу 2014 року у Бразилії. Команда вийшла в 1/8 фіналу, де поступилася Нідерландам, виграючи до 88-ї хвилини. У 2015 році збірна під керівництвом Еррери виграла Золотий кубок КОНКАКАФ, але після фіналу тренер вдарив журналіста, за що був звільнений.

## Досягнення

### Як гравець
Атланте
- Чемпіон Мексики: 1992/93
- Фіналіст Кубка чемпіонів КОНКАКАФ: 1994

 Збірна Мексики
- Срібний призер Кубка Америки: 1993

### Як тренер
Америка
- Чемпіон Мексики: 2013 (К)

 Збірна Мексики
- Переможець Золотого кубка КОНКАКАФ: 2015